# Альваро Мората
Альваро Мората (ісп. Álvaro Morata, нар. 23 жовтня 1992, Мадрид) — іспанський футболіст, центральний нападник клубу «Мілан» та збірної Іспанії, який на правах оренди виступає за «Галатасарай».

## Клубна кар'єра
Народився 23 жовтня 1992 року в місті Мадрид. Вихованець юнацьких команд футбольних клубів «Атлетіко», «Хетафе» та «Реал Мадрид».
У дорослому футболі дебютував 2010 року виступами за команду клубу «Реал Мадрид Кастілья», в якій провів три сезони, взявши участь у 83 матчах чемпіонату. Більшість часу, проведеного у складі фарм-клуба мадридського «Реала», був основним гравцем атакувальної ланки команди. У складі «Реала» був одним з головних бомбардирів команди, маючи середню результативність на рівні 0,53 голу за гру першості.
До складу основної команди «Реал Мадрид» приєднався 2010 року. За королівський клуб встиг відіграти 37 матчів у національному чемпіонаті. У 2014 році приєднався до складу італійського «Ювентуса».
21 червня 2016 року «Реал» повернув з «Ювентуса» Альваро Морату. Мадридці скористалися опцією, яка дозволяла їм купити проданого раніше в Турин гравця за 30 млн євро.
19 липня 2017 про підписання Морати оголосив лондонський «Челсі». Футболіст обійшовся «аристократам» у 70 мільйонів фунтів.
28 січня 2019 був орендований мадридським «Атлетіком». Угода передбачала півторарічну оренду з подальшим обов'язковим викупом контракту гравця за суму в приблизно 58 мільйонів фунтів стерлінгів. Протягом періоду оренди відіграв за «Атлетіко» 61 матч в усіх турнірах, відзначившись 22 забитими голами.
22 вересня 2020 року вже в статусі повноцінного гравця «Атлетіко» погодився повернутися до однієї зі своїх колишніх команд, «Ювентуса», який запросив нападника на умовах річної оренди з опцією подовження або викупу контракта за 55 мільйонів євро (враховуючи плату за період оренди).
3 січня 2023 року в матчі Ла-Ліги проти «Жирони» відзначився хет-триком.

## Виступи за збірні
2009 року дебютував у складі юнацької збірної Іспанії, взяв участь у 21 іграх на юнацькому рівні, відзначившись 16 забитими голами.
У 2013—2014 роках залучався до складу молодіжної збірної Іспанії. На молодіжному рівні зіграв у 13 офіційних матчах, забив 13 голів.
15 листопада 2014 року у домашній відбірній грі до ЧЄ-2016 проти збірної Білорусії (3:0) дебютував за національну команду, на 80-й хвилині замінивши Іско.  27 березня 2015 року також у відборі до ЧЄ-2016 забив перший гол за збірну Іспанії, вразивши ворота збірної України (1:0). На даний момент посідає п'яте місце в списку бомбардирів в історії національної збірної своєї країни, забивши в 71 матчі 34 голи.

## Статистика виступів

### Статистика клубних виступів
Станом на 26 травня 2024 року
| Сезон                          | Команда                        | Чемпіонат                      | Чемпіонат | Чемпіонат | Національний кубок | Національний кубок | Національний кубок | Континентальні кубки | Континентальні кубки | Континентальні кубки | Інші змагання | Інші змагання | Інші змагання | Усього | Усього |
| Сезон                          | Команда                        | Ліга                           | Ігор      | Голів     | Ліга               | Ігор               | Голів              | Ліга                 | Ігор                 | Голів                | Ліга          | Ігор          | Голів         | Ігор   | Голів  |
| ------------------------------ | ------------------------------ | ------------------------------ | --------- | --------- | ------------------ | ------------------ | ------------------ | -------------------- | -------------------- | -------------------- | ------------- | ------------- | ------------- | ------ | ------ |
| 2010–11                        | «Реал Мадрид Кастілья»         | СДБ                            | 28        | 15        | —                  | —                  | —                  | —                    | —                    | —                    | —             | —             | —             | 28     | 15     |
| 2011–12                        | «Реал Мадрид Кастілья»         | СДБ                            | 37        | 17        | —                  | —                  | —                  | —                    | —                    | —                    | —             | —             | —             | 37     | 17     |
| 2012–13                        | «Реал Мадрид Кастілья»         | СДБ                            | 18        | 12        | —                  | —                  | —                  | —                    | —                    | —                    | —             | —             | —             | 18     | 12     |
| Усього за Реал Мадрид Кастілья | Усього за Реал Мадрид Кастілья | Усього за Реал Мадрид Кастілья | 83        | 44        |                    | —                  | —                  |                      | —                    | —                    |               | —             | —             | 83     | 44     |
| 2010–11                        | «Реал Мадрид»                  | ПД                             | 1         | 0         | КІ                 | 1                  | 0                  | ЛЧ                   | 0                    | 0                    | —             | —             | —             | 2      | 0      |
| 2011–12                        | «Реал Мадрид»                  | ПД                             | 1         | 0         | КІ                 | 0                  | 0                  | ЛЧ                   | 0                    | 0                    | СІ            | 0             | 0             | 1      | 0      |
| 2012–13                        | «Реал Мадрид»                  | ПД                             | 12        | 2         | КІ                 | 2                  | 0                  | ЛЧ                   | 1                    | 0                    | СІ            | 0             | 0             | 15     | 2      |
| 2013–14                        | «Реал Мадрид»                  | ПД                             | 23        | 8         | КІ                 | 6                  | 0                  | ЛЧ                   | 5                    | 1                    | —             | —             | —             | 34     | 9      |
| 2014–15                        | «Ювентус»                      | A                              | 29        | 8         | КІ                 | 4                  | 2                  | ЛЧ                   | 12                   | 5                    | СІ            | 1             | 0             | 46     | 15     |
| 2015–16                        | «Ювентус»                      | A                              | 34        | 7         | КІ                 | 5                  | 3                  | ЛЧ                   | 8                    | 2                    | СІ            | 0             | 0             | 47     | 12     |
| 2016–17                        | «Реал Мадрид»                  | ПД                             | 26        | 15        | КІ                 | 5                  | 2                  | ЛЧ                   | 9                    | 3                    | СУ+КЧС        | 1+2           | 0             | 43     | 20     |
| Усього за Реал                 | Усього за Реал                 | Усього за Реал                 | 63        | 25        |                    | 14                 | 2                  |                      | 15                   | 4                    |               | 3             | 0             | 95     | 31     |
| 2017–18                        | «Челсі»                        | ПЛ                             | 31        | 11        | КА+КЛ              | 6+3                | 2+1                | ЛЧ                   | 7                    | 1                    | СА            | 1             | 0             | 48     | 15     |
| 2018–січ. 2019                 | «Челсі»                        | ПЛ                             | 16        | 5         | КА+КЛ              | 1+2                | 2+0                | ЛЄ                   | 4                    | 2                    | СА            | 1             | 0             | 24     | 9      |
| Усього за «Челсі»              | Усього за «Челсі»              | Усього за «Челсі»              | 47        | 16        |                    | 12                 | 5                  |                      | 11                   | 3                    |               | 2             | 0             | 72     | 24     |
| січ.–черв. 2019                | «Атлетіко»                     | ПД                             | 15        | 6         | КІ                 | -                  | -                  | ЛЧ                   | 2                    | 0                    | СУ            | -             | -             | 17     | 6      |
| 2019–20                        | «Атлетіко»                     | ПД                             | 34        | 12        | КІ                 | 0                  | 0                  | ЛЧ                   | 8                    | 3                    | СІ            | 2             | 1             | 44     | 16     |
| 2020–21                        | «Ювентус»                      | A                              | 32        | 11        | КІ                 | 3                  | 2                  | ЛЧ                   | 8                    | 6                    | СІ            | 1             | 1             | 44     | 20     |
| 2021–22                        | «Ювентус»                      | A                              | 35        | 9         | КІ                 | 5                  | 1                  | ЛЧ                   | 7                    | 2                    | СІ            | 1             | 0             | 48     | 12     |
| Усього за «Ювентус»            | Усього за «Ювентус»            | Усього за «Ювентус»            | 130       | 35        |                    | 17                 | 8                  |                      | 35                   | 15                   |               | 3             | 1             | 185    | 59     |
| 2022–23                        | «Атлетіко»                     | ПД                             | 36        | 13        | КІ                 | 4                  | 2                  | ЛЧ                   | 5                    | 0                    | -             | 1             | 0             | 46     | 15     |
| 2023–24                        | «Атлетіко»                     | ПД                             | 32        | 15        | КІ                 | 5                  | 1                  | ЛЧ                   | 10                   | 5                    | -             | -             | -             | 47     | 21     |
| Усього за «Атлетіко»           | Усього за «Атлетіко»           | Усього за «Атлетіко»           | 117       | 46        |                    | 9                  | 3                  |                      | 35                   | 8                    |               | 3             | 1             | 164    | 58     |
| Усього за кар'єру              | Усього за кар'єру              | Усього за кар'єру              | 440       | 166       |                    | 52                 | 18                 |                      | 96                   | 30                   |               | 11            | 2             | 599    | 216    |

### Статистика виступів за збірну
Станом на 8 червня 2024 року
| Дата       | Місто                | Господарі         | Результат               | Гості                | Турнір                                    | Голи | Примітки  |
| ---------- | -------------------- | ----------------- | ----------------------- | -------------------- | ----------------------------------------- | ---- | --------- |
| 15-11-2014 | Уельва               | Іспанія           | 3 – 0                   | Білорусь             | Відбір до ЧЄ 2016                         | -    | 80'       |
| 18-11-2014 | Віго                 | Іспанія           | 0 – 1                   | Німеччина            | товариський матч                          | -    |           |
| 27-3-2015  | Севілья              | Іспанія           | 1 – 0                   | Україна              | Відбір до ЧЄ 2016                         | 1    | 65'       |
| 31-3-2015  | Амстердам            | Нідерланди        | 2 – 0                   | Іспанія              | товариський матч                          | -    | 62'       |
| 14-6-2015  | Борисов (місто)      | Білорусь          | 0 – 1                   | Іспанія              | Відбір до ЧЄ 2016                         | -    | 54'       |
| 9-10-2015  | Логроньо             | Іспанія           | 4 – 0                   | Люксембург           | Відбір до ЧЄ 2016                         | -    | 33'       |
| 24-3-2016  | Удіне                | Італія            | 1 – 1                   | Іспанія              | товариський матч                          | -    | 85'       |
| 27-3-2016  | Клуж-Напока          | Румунія           | 0 – 0                   | Іспанія              | товариський матч                          | -    | 79'       |
| 1-6-2016   | Вальс-Зіценгайм      | Іспанія           | 6 – 1                   | Південна Корея       | товариський матч                          | 2    |           |
| 13-6-2016  | Тулуза               | Іспанія           | 1 – 0                   | Чехія                | ЧЄ 2016 - груповий етап                   | -    | 62'       |
| 17-6-2016  | Ніцца                | Іспанія           | 3 – 0                   | Туреччина            | ЧЄ 2016 - груповий етап                   | 2    |           |
| 21-6-2016  | Бордо                | Хорватія          | 2 – 1                   | Іспанія              | ЧЄ 2016 - груповий етап                   | 1    | 67'       |
| 27-6-2016  | Сен-Дені             | Італія            | 2 – 0                   | Іспанія              | ЧЄ 2016 - 1/8 фіналу                      | -    | 70'       |
| 1-9-2016   | Брюссель             | Бельгія           | 0 – 2                   | Іспанія              | товариський матч                          | -    | 27'       |
| 5-9-2016   | Леон                 | Іспанія           | 8 – 0                   | Ліхтенштейн          | Відбір до ЧС 2018                         | 2    | 69'       |
| 6-10-2016  | Турин                | Італія            | 1 – 1                   | Іспанія              | Відбір до ЧС 2018                         | -    | 67'       |
| 12-11-2016 | Гранада              | Іспанія           | 4 – 0                   | Північна Македонія   | Відбір до ЧС 2018                         | -    | 60'       |
| 15-11-2016 | Лондон               | Англія            | 2 – 2                   | Іспанія              | товариський матч                          | -    | 64'       |
| 28-3-2017  | Париж                | Франція           | 0 – 2                   | Іспанія              | товариський матч                          | -    | 84'       |
| 7-6-2017   | Мурсія               | Іспанія           | 2 – 2                   | Колумбія             | товариський матч                          | 1    | 56'       |
| 2-9-2017   | Мадрид               | Іспанія           | 3 – 0                   | Італія               | Відбір до ЧС 2018                         | 1    | 72'       |
| 5-9-2017   | Вадуц                | Ліхтенштейн       | 0 – 8                   | Іспанія              | Відбір до ЧС 2018                         | 2    |           |
| 11-11-2017 | Малага               | Іспанія           | 5 – 0                   | Коста-Рика           | товариський матч                          | 1    | 46'       |
| 11-10-2018 | Кардіфф              | Уельс             | 1 – 4                   | Іспанія              | товариський матч                          | -    |           |
| 15-10-2018 | Севілья              | Іспанія           | 2 – 3                   | Англія               | Ліга націй УЄФА 2018—2019 - груповий етап | -    | 72' 90+8' |
| 15-11-2018 | Загреб               | Хорватія          | 3 – 2                   | Іспанія              | Ліга націй УЄФА 2018—2019 - груповий етап | -    | 64'       |
| 18-11-2018 | Лас-Пальмас          | Іспанія           | 1 – 0                   | Боснія і Герцеговина | товариський матч                          | -    | 56' 64'   |
| 23-3-2019  | Валенсія             | Іспанія           | 2 – 1                   | Норвегія             | Відбір до ЧЄ 2020                         | -    | 89'       |
| 26-3-2019  | Та-Калі              | Мальта            | 0 – 2                   | Іспанія              | Відбір до ЧЄ 2020                         | 2    | 79'       |
| 7-6-2019   | Торсгавн             | Фарерські острови | 1 – 4                   | Іспанія              | Відбір до ЧЄ 2020                         | -    |           |
| 10-6-2019  | Мадрид               | Іспанія           | 3 – 0                   | Швеція               | Відбір до ЧЄ 2020                         | 1    | 64'       |
| 15-11-2019 | Кадіс                | Іспанія           | 7 – 0                   | Мальта               | Відбір до ЧЄ 2020                         | 1    | 66'       |
| 18-11-2019 | Мадрид               | Іспанія           | 5 – 0                   | Румунія              | Відбір до ЧЄ 2020                         | -    |           |
| 23-3-2019  | Валенсія             | Іспанія           | 2 – 1                   | Норвегія             | Відбір до ЧЄ 2020                         | -    | 89'       |
| 26-3-2019  | Та-Калі              | Мальта            | 0 – 2                   | Іспанія              | Відбір до ЧЄ 2020                         | 2    | 79'       |
| 7-6-2019   | Торсгавн             | Фарерські острови | 1 – 4                   | Іспанія              | Відбір до ЧЄ 2020                         | -    |           |
| 10-6-2019  | Мадрид               | Іспанія           | 3 – 0                   | Швеція               | Відбір до ЧЄ 2020                         | 1    | 64'       |
| 15-11-2019 | Кадіс                | Іспанія           | 7 – 0                   | Мальта               | Відбір до ЧЄ 2020                         | 1    | 66'       |
| 18-11-2019 | Мадрид               | Іспанія           | 5 – 0                   | Румунія              | Відбір до ЧЄ 2020                         | -    |           |
| 11-11-2020 | Амстердам            | Нідерланди        | 1 – 1                   | Іспанія              | товариський матч                          | -    | 62'       |
| 14-11-2020 | Базель               | Швейцарія         | 1 – 1                   | Іспанія              | Ліга націй УЄФА 2020—2021 - груповий етап | -    | 56'       |
| 17-11-2020 | Севілья              | Іспанія           | 6 – 0                   | Німеччина            | Ліга націй УЄФА 2020—2021 - груповий етап | 1    | 73'       |
| 25-3-2021  | Гранада              | Іспанія           | 1 – 1                   | Греція               | Відбір до ЧС 2022                         | 1    |           |
| 28-3-2021  | Тбілісі              | Грузія            | 1 – 2                   | Іспанія              | Відбір до ЧС 2022                         | -    |           |
| 31-3-2021  | Севілья              | Іспанія           | 3 – 1                   | Косово               | Відбір до ЧС 2022                         | -    | 68'       |
| 4-6-2021   | Мадрид               | Іспанія           | 0 – 0                   | Португалія           | товариський матч                          | -    |           |
| 14-6-2021  | Севілья              | Іспанія           | 0 – 0                   | Швеція               | ЧЄ 2020 - груповий етап                   | -    | 66'       |
| 19-6-2021  | Севілья              | Іспанія           | 1 – 1                   | Польща               | ЧЄ 2020 - груповий етап                   | 1    | 87'       |
| 23-6-2021  | Севілья              | Словаччина        | 0 – 5                   | Іспанія              | ЧЄ 2020 - груповий етап                   | -    | 66'       |
| 28-6-2021  | Копенгаген           | Хорватія          | 3 – 5 д.ч.              | Іспанія              | ЧЄ 2020 - 1/8 фіналу                      | 1    |           |
| 2-7-2021   | Санкт-Петербург      | Швейцарія         | 1 – 1 д.ч. (1 – 3 п.п.) | Іспанія              | ЧЄ 2020 - чвертьфінал                     | -    | 54'       |
| 6-7-2021   | Лондон               | Італія            | 1 – 1 д.ч. (4 – 2 п.п.) | Іспанія              | ЧЄ 2020 - півфінал                        | 1    | 61'       |
| 2-9-2021   | Сульна               | Швеція            | 2 – 1                   | Іспанія              | Відбір до ЧС 2022                         | -    | 75'       |
| 8-9-2021   | Приштина             | Косово            | 0 – 2                   | Іспанія              | Відбір до ЧС 2022                         | -    | 72'       |
| 11-11-2021 | Афіни                | Греція            | 0 – 1                   | Іспанія              | Відбір до ЧС 2022                         | -    | 65'       |
| 14-11-2021 | Севілья              | Іспанія           | 1 – 0                   | Швеція               | Відбір до ЧС 2022                         | 1    | 59'       |
| 26-3-2022  | Курналя-да-Льобрегат | Іспанія           | 2 – 1                   | Албанія              | товариський матч                          | -    | 72'       |
| 29-3-2022  | Ла-Корунья           | Іспанія           | 5 – 0                   | Ісландія             | товариський матч                          | 2    | 58'       |
| 2-6-2022   | Севілья              | Іспанія           | 1 – 1                   | Португалія           | Ліга націй УЄФА 2022—2023 - груповий етап | 1    | 70'       |
| 5-6-2022   | Прага                | Чехія             | 2 – 2                   | Іспанія              | Ліга націй УЄФА 2022—2023 - груповий етап | -    | 61'       |
| 9-6-2022   | Лансі                | Швейцарія         | 0 – 1                   | Іспанія              | Ліга націй УЄФА 2022—2023 - груповий етап | -    | 73'       |
| 12-6-2022  | Малага               | Іспанія           | 2 – 0                   | Чехія                | Ліга націй УЄФА 2022—2023 - груповий етап | -    | 56'       |
| 27-9-2022  | Брага                | Португалія        | 0 – 1                   | Іспанія              | Ліга націй УЄФА 2022—2023 - груповий етап | 1    |           |
| 23-11-2022 | Доха                 | Іспанія           | 7 – 0                   | Коста-Рика           | ЧС 2022 - груповий етап                   | 1    | 57'       |
| 27-11-2022 | Ель-Хаур             | Іспанія           | 1 – 1                   | Німеччина            | ЧС 2022 - груповий етап                   | 1    | 54'       |
| 1-12-2022  | Ер-Раян              | Японія            | 2 – 1                   | Іспанія              | ЧС 2022 - груповий етап                   | 1    | 57'       |
| 6-12-2022  | Ер-Раян              | Марокко           | 0 – 0 д.ч. (3 – 0 п.п.) | Іспанія              | ЧС 2022 - 1/8 фіналу                      | -    | 63'       |
| 25-3-2023  | Малага               | Іспанія           | 3 – 0                   | Норвегія             | Відбір до ЧЄ 2024                         | -    | 81'       |
| 15-6-2023  | Енсхеде              | Іспанія           | 2 – 1                   | Італія               | Ліга націй УЄФА 2022—2023 - півфінал      | -    | 83' 84'   |
| 18-6-2023  | Роттердам            | Хорватія          | 0 – 0 д.ч. (4 – 5 п.п.) | Іспанія              | Ліга націй УЄФА 2022—2023 - фінал         | -    | 66'       |
| 8-9-2023   | Тбілісі              | Грузія            | 1 – 7                   | Іспанія              | Відбір до ЧЄ 2024                         | 3    | 72'       |
| 12-9-2023  | Гранада              | Іспанія           | 6 – 0                   | Кіпр                 | Відбір до ЧЄ 2024                         | -    | 46'       |
| 12-10-2023 | Севілья              | Іспанія           | 2 – 0                   | Шотландія            | Відбір до ЧЄ 2024                         | 1    | 85'       |
| 15-10-2023 | Осло                 | Норвегія          | 0 – 1                   | Іспанія              | Відбір до ЧЄ 2024                         | -    | 61' 89'   |
| 19-11-2023 | Вальядолід           | Іспанія           | 3 – 1                   | Грузія               | Відбір до ЧЄ 2024                         | -    |           |
| 22-3-2024  | Лондон               | Іспанія           | 0 – 1                   | Колумбія             | товариський матч                          | -    | 61'       |
| 26-3-2024  | Мадрид               | Іспанія           | 3 – 3                   | Бразилія             | товариський матч                          | -    | 81'       |
| 5-6-2024   | Бадахос              | Іспанія           | 5 – 0                   | Андорра              | товариський матч                          | -    | 46'       |
| 8-6-2024   | Пальма-де-Майорка    | Іспанія           | 5 – 1                   | Північна Ірландія    | товариський матч                          | 1    | 52'       |
| Усього     |                      | Матчів            | 73                      |                      | Голів (5 місце)                           | 35   |           |

| Дата       | Місто       | Господарі            | Результат | Гості                | Турнір                             | Голи | Примітки |
| ---------- | ----------- | -------------------- | --------- | -------------------- | ---------------------------------- | ---- | -------- |
| 6-6-2013   | Єрусалим    | Іспанія              | 1 – 0     | Росія                | Молодіжне Євро-2013 - 1-й етап     | 1    | 63'      |
| 9-6-2013   | Нетанья     | Німеччина            | 0 – 1     | Іспанія              | Молодіжне Євро-2013 - 1-й етап     | 1    | 72'      |
| 12-6-2013  | Петах-Тіква | Іспанія              | 3 – 0     | Нідерланди           | Молодіжне Євро-2013 - 1-й етап     | 1    | 90+2'    |
| 15-6-2013  | Нетанья     | Іспанія              | 3 – 0     | Норвегія             | Молодіжне Євро-2013 - півфінал     | 1    | 58'      |
| 18-6-2013  | Єрусалим    | Італія               | 2 – 4     | Іспанія              | Молодіжне Євро-2013 - Фінал        | -    | 80'      |
| 5-9-2013   | Грац        | Австрія              | 2 – 6     | Іспанія              | Кваліфікація молодіжного Євро-2015 | 4    |          |
| 9-9-2013   | Логроньо    | Іспанія              | 4 – 0     | Албанія              | Кваліфікація молодіжного Євро-2015 | 1    | 69'      |
| 10-10-2013 | Мурсія      | Іспанія              | 3 – 2     | Боснія і Герцеговина | Кваліфікація молодіжного Євро-2015 | 1    | 83'      |
| 14-10-2013 | Картахена   | Іспанія              | 1 – 0     | Угорщина             | Кваліфікація молодіжного Євро-2015 | 1    | 89'      |
| 14-11-2013 | Зениця      | Боснія і Герцеговина | 1 – 6     | Іспанія              | Кваліфікація молодіжного Євро-2015 | 1    | 69'      |
| 18-11-2013 | Ельбасан    | Албанія              | 0 – 2     | Іспанія              | Кваліфікація молодіжного Євро-2015 | -    |          |
| 4-3-2014   | Паленсія    | Іспанія              | 2 – 0     | Німеччина            | Товариський матч                   | 1    |          |
| 10-10-2014 | Ягодина     | Сербія               | 0 – 0     | Іспанія              | Кваліфікація молодіжного Євро-2015 | -    | 90+6'    |
| Усього     |             | Матчів               | 13        |                      | Голів (3 місце)                    | 13   |          |

## Досягнення

### Командні
«Реал»
- Володар Кубка Іспанії: 2010-11, 2013-14
- Чемпіон Іспанії: 2011-12, 2016-17
- Володар Суперкубка Іспанії: 2012
- Переможець Ліги Чемпіонів УЄФА: 2013-14, 2016-17
- Володар Суперкубка УЄФА: 2016
- Переможець клубного чемпіонат світу з футболу: 2016

«Ювентус»
- Володар Кубка Італії: 2014-15, 2015-16, 2020-21
- Чемпіон Італії: 2014-15, 2015-16
- Володар Суперкубка Італії: 2015, 2020

«Челсі»
- Володар кубка Англії: 2017-18

«Мілан»
- Володар Суперкубка Італії: 2024

«Галатасарай»
- Володар Кубка Туреччини: 2024-25
- Чемпіон Туреччини: 2024-25

Збірна Іспанії
- Чемпіон Європи (U-19): 2011
- Чемпіон Європи (U-21): 2013
- Переможець Ліги націй УЄФА: 2022-23
- Чемпіон Європи: 2024[6]

### Особисті
- Чемпіонат Європи з футболу:

(U-19) Румунія 2011 найкращий бомбардир (6)
(U-21) Ізраїль 2013 найкращий бомбардир (4)